# Agabus taeniolatus
Agabus taeniolatus är en skalbaggsart som först beskrevs av Harris 1828.  Agabus taeniolatus ingår i släktet Agabus och familjen dykare. Inga underarter finns listade i Catalogue of Life.